# نقص حس الذوق
نقص التذوق أو ضعف التذوق هو نقصان القدرة على تذوق الأشياء (كتذوق الطعم الحلو أو المر أو الحامض أو المالح). الفقدان التام لحاسة الذوق يعرف باللاتذوق أو اللاذوقية أو فقد الذائقة.